# Municipal Waste (EP)
Municipal Waste är Municipal Wastes debutskiva. Den är en 7" EP som släpptes i USA 2001 på Amendment Records (AR52) och i Sverige 2002 på Umeåbolaget Busted Heads Records (BHR#13).

## Låtlista
1. Ammunition (Intro) / Thrashin's My Business... And Business Is Good
2. Detention Mosh Session
3. Ratbite
4. Rock-Hatchet-Knife
5. Floor Score
6. CxMxDx